# Afghanistan i olympiska sommarspelen 2020
Afghanistan deltog med en trupp på fem idrottare vid de olympiska sommarspelen 2020 i Tokyo som hölls mellan den 23 juli och 8 augusti 2021 efter att ha blivit framflyttad ett år på grund av coronaviruspandemin. Det var 15:e sommar-OS som Afghanistan deltog vid. Ingen av landets deltagare erövrade någon medalj.

## Friidrott
Förkortningar
- Notera– Placeringar avser endast det specifika heatet.
- Q = Tog sig vidare till nästa omgång
- q = Tog sig vidare till nästa omgång som den snabbaste förloraren eller, i teknikgrenarna, genom placering utan att nå kvalgränsen
- i.u. = Omgången fanns inte i grenen
- Bye = Idrottaren behövde inte tävla i omgången

Gång- och löpgrenar
| Idrottare             | Gren          | Heat     | Heat      | Kvartsfinal      | Kvartsfinal      | Semifinal        | Semifinal        | Final            | Final            |
| Idrottare             | Gren          | Resultat | Placering | Resultat         | Placering        | Resultat         | Placering        | Resultat         | Placering        |
| --------------------- | ------------- | -------- | --------- | ---------------- | ---------------- | ---------------- | ---------------- | ---------------- | ---------------- |
| Kamia Yousufi         | 100 m, damer  | 13,29 NR | 7         | Gick inte vidare | Gick inte vidare | Gick inte vidare | Gick inte vidare | Gick inte vidare | Gick inte vidare |
| Sha Mahmood Noor Zahi | 100 m, herrar | 11,04 PB | 7         | Gick inte vidare | Gick inte vidare | Gick inte vidare | Gick inte vidare | Gick inte vidare | Gick inte vidare |

NR = Nationellt rekord, PB = Personbästa

## Skytte
| Idrottare    | Gren                   | Rankningsomgång | Rankningsomgång | Semifinal        | Final            | Final |
| Idrottare    | Gren                   | Poäng           | Placering       | Resultat         | Resultat         |       |
| ------------ | ---------------------- | --------------- | --------------- | ---------------- | ---------------- | ----- |
| Mahdi Yovari | 10 m luftgevär, herrar | 601,4           | 47              | Gick inte vidare | Gick inte vidare |       |

## Simning
| Idrottare    | Gren                | Heat  | Heat      | Semifinal        | Semifinal        | Final            | Final            |
| Idrottare    | Gren                | Tid   | Placering | Tid              | Placering        | Tid              | Placering        |
| ------------ | ------------------- | ----- | --------- | ---------------- | ---------------- | ---------------- | ---------------- |
| Fahim Anwari | 50 m frisim, herrar | 27.67 | 5         | Gick inte vidare | Gick inte vidare | Gick inte vidare | Gick inte vidare |

## Taekwondo
| Idrottare       | Gren           | Åttondelsfinaler         | Kvartsfinaler        | Semifinaler          | Återkval             | Bronsmatch           | Final                | Final            |  |
| Idrottare       | Gren           | Motståndare Resultat     | Motståndare Resultat | Motståndare Resultat | Motståndare Resultat | Motståndare Resultat | Motståndare Resultat | Placering        |  |
| --------------- | -------------- | ------------------------ | -------------------- | -------------------- | -------------------- | -------------------- | -------------------- | ---------------- |  |
| Farzad Mansoori | +80 kg, herrar | In Kyo-don (KOR) L 12–13 | Gick inte vidare     | Gick inte vidare     | Gick inte vidare     | Gick inte vidare     | Gick inte vidare     | Gick inte vidare |  |